# 鈴木雅之 (国学者)
鈴木 雅之（すずき まさゆき、1837年（天保8年4月） - 1871年6月8日（明治4年4月21日））は、幕末の国学者。

## 経歴

### 若年期
下総国埴生郡南羽鳥村（現在の千葉県成田市）の百姓であった鈴木清兵衛・いねの子として生まれた。幼名は一平。20歳の時にいとこの寿と結婚したが、家庭を顧みることなく、妻や家業も捨て放浪人生をおくり、近隣の村々の有力家に寓居しながら遊学した。そのころ次の妻萬子を娶った。ほとんどを独学で学び、安政年間に同郷の歌人神山魚貫に歌学を、平田篤胤学派の国学を学び、国学者としての頭角を現わした。

### 国学者として
主著『撞賢木』で天御中主神を中軸とする哲学を説いた。宇宙に存在する万物は、悠久無限の働きを続けている生成の道によって生じ、生成の道を行なう事によって活かされ、生成の道を行ない得て時期が来れば死に至る物であると。この生成の道は、高天の原に存在する天御中主神などの天神の魂を万物に分有する事で宇宙に顕現しており、同じく天神の魂を有した人間はこの生成の道を尽くし、生成の徳を全くするべき存在でありその生成の功が成るならば、やがてその魂は天に昇る物とされている。特に天御中主神は魂のみから成る根源的な存在とされており、魂の他に過不及を生じさせる物としての心を有する他の天神や天照大神とも峻別された創造主宰神として位置付けられている。このような天御中主神の魂の分有による宇宙生成という視点は朱子学的な天地生々の一元気の運動を彷彿させる主張である。殆んど独学でありながら、国学的産霊の説を主張した。

### 晩年
後に明治維新前後に様々な著書を執筆し、村落の民族的慣行の改変や国学を軸とした祭礼の復活、村落の致富策などを見せていた。維新後の1869年（明治2年）、同じ神山門下の同郷の伊能穎則の招きで上京し大学校少助教に任ぜられ穂積姓に改姓し、翌年には宣教使中講義に転じた。当時の建白草稿には、宣教使内の教義を巡る混乱に対する批判が述べられているが、自らの主張を反映させる間もなく急逝した。

## 主な著作物

### 代表的な著書
- 『撞賢木』
- 『古事記訳解』

### その他の著書
- 『歌学正言』
- 『日本書紀名物正訓』
- 『民政要論』